# Teodor Mureșan
Teodor Mureșan (n. 16 august 1868, Blaja  – d. 15 iunie 1921, Tășnad) a fost un deputat în Marea Adunare Națională de la Alba Iulia, organismul legislativ reprezentativ al „tuturor românilor din Transilvania, Banat și Țara Ungurească”, cel care a adoptat hotărârea privind Unirea Transilvaniei cu România, la 1 decembrie 1918.:p. 274

## Biografie
Teodor Mureșan s-a născut în localitatea Blaja, la data de 16 august 1868.  A fost învățător la Blaja și deputat în Parlamentul României. A decedat la data de 15 iunie 1921 în Tășnad .:p. 274

## Educație și studii
A învățat la Gherla.:p. 274

## Activitate politică
A fost delegat al cercului electoral Tășnad  la Marea Adunare Națională de la Alba Iulia din 18 noiembrie/ 1 decembrie 1918.